# Илопанго (језеро)
Језеро Илопанго је кратерско језеро које испуњава сликовиту вулканску калдеру површине 72 km2 (28 sq mi). Налази се у централном Ел Салвадору и лежи на границама три округа. Калдера, у којој је смештено друго по величини језеро у држави и која се налази источно од главног града (Сан Салвадора), има заобљени обод од 100 m до 500 m висине. Вишак воде из језера одводи се преко реке Хибоа до Тихог океана. Ерупција вулкана Илопанго сматра се могућим узроком неуобичајених временских прилика из периода 535–536 године нове ере.

## Еруптивна историја
Током позног плеистоцена и холоцена јавиле су се четири велике дацитско-риолитске ерупције. Оне су формирале пирокластичне токове и тефру која је прекрила већи део данашњег Салвадора.
Најскорашњије урушавање калдере десило се негде између 410 и 535. године нове ере што је установљено помоћу методе радиоактивног угљеника. Последице урушавања биле су појава широко распрострањених пирокластичних токова и разарање градова народа Маја. Ерупција је произвела око 25 km3 (6,0 cu mi) тефре што је 20 пута више него што је произведено ерупцијом Маунт Ст. Хеленса из 1980. Ова ерупција означена је бројем 6 на скали индекса вулканске експлозивности. „Формирани облак пепела прекрио је површину од најмање 10.000 km² пловућцем и пепелом дебљине до појаса”, што је зауставило све пољопривредне активности на овом простору у наредним деценијама. Постоји теорија да су ерупција и будући временски догађаји као и пропадања пољопривредних култура директно довели до напуштања Теотивакана од стране његових првобитних становника. Такође постоји мишљење да је ова ерупција проузроковала неуобичајене временске догађаје у Европи у периоду 535–536. године наше ере.
Касније ерупције формирале су неколико лавичних купола у језеру и близу његове обале. Једина ерупција која је забележена у историји трајала је од 31. децембра 1879. до 26. марта 1880. Она је формирала лавичну куполу а имала је јачину 3 на скали индекса вулканске експлозивности. Купола је досегла површину језера формирајући острвца. 